# 康斯坦丁·马克西莫夫
康斯坦丁·梅福季耶维奇·马克西莫夫（羅馬化：Konstantin Mefod'yevich Maksimov；1913年8月27日—1993年），苏联画家和艺术教育家。

## 生平
出生于前苏联伊万诺沃州沙特罗夫村，1935年进入莫斯科美术学院学习，后来在莫斯科苏里科夫美术学院油画系担任教授。同时创作肖像画等。
1955-1957年间，被政府派来中华人民共和国援助艺术教育，在中央美术学院开办了油画训练班，进行苏联方法的油画教育，并帮助刚组建的油画系建立了教学大纲。中国1949年后第一批接受正规美术教育的油画家多参加过其训练班。
回国后又就职于莫斯科师范学院。1993年冬天在莫斯科逝世。曾获得斯大林文艺奖和俄罗斯联邦人民艺术家的称号。
其作品近年来为旅美华人艺术家蔡国强收藏和展览。

## 外在链接
- 蔡国强收藏马克西莫夫作品展
- MakcNMoB K.M.马克西莫夫是谁？（《艺术世界》2002年第3期）
- MAXIMOV KONSTANTIN MEFODYEVICH